# Toyota Pixis Space
La Pixis Space est une keijidōsha rebadgée de la Daihatsu Move Conte vendue par Toyota. Elle a été lancée en septembre 2011 et est exclusivement destinée au marché japonais.
Ce n'est pas la première fois que ces deux marques partagent des modèles : Toyota bB et Daihatsu Coo/Materia, Toyota Passo et Daihatsu Boon/Sirion par exemple. Ce sont des croisements logiques dans la mesure où Toyota détient Daihatsu à plus de 51 %.
La Pixis Space représente une étape importante car, pour la première fois de son histoire, le géant japonais entre dans le segment des keijidosha, catégorie spécifique au marché japonais et qui concerne environ un tiers du marché automobile local. C'est dire l'enjeu que peut représenter, à terme, cette incursion. Nissan a aussi longtemps voulu éviter ce créneau jugé peu rémunérateur pour les constructeurs. Mais il s'y est finalement converti en 2001, se contentant toutefois, comme le fait désormais Toyota, de rebadger des modèles de partenaires économiques (Suzuki et Mitsubishi).
Toyota est donc le dernier des constructeurs automobiles japonais à entrer dans cette catégorie. Ce qui n'est pas sans constituer une menace pour Daihatsu dont près de 99 % de la diffusion au Japon dépend justement de keijidosha.